# Християнство
Християнството е една от трите авраамически религии. Според християнството има един Бог в три лица – Отец, Син и Свети Дух. Второто лице на Троицата – Синът Божи, наричан още Бог Слово, се въплъщава, приемайки човешко естество, и живее под името Иисус сред еврейския народ в началото на новата ера. Животът и учението на Иисус са представени в каноничните новозаветни книги и други източници. Християнството смята за част от канона и еврейската Библия, известна като Стар завет. Двете части на Библията – Старият и Новият завет, се наричат още Свето писание. Последователите на християнската вяра се назовават християни.
Основното християнско вярване е, че Иисус е Син Божи, едновременно изцяло Бог и изцяло човек. Той е Спасителят на човечеството. Поради тази причина християните смятат Иисус за Христос (Месия). Службата на Иисус, неговата саможертвена смърт на кръста и последвалото възкресение често са наричани евангелие от гръцката дума εὐαγγέλιον, която значи „блага вест“ или „добра вест“ – вестта, че Иисус е победил греха и смъртта и дава вечен живот на всеки, който вярва в Него.
Християните вярват, че Иисус е Месията, сиреч Спасителят, за когото е пророкувано в Стария завет. Християнското богословие е основано на убеждението, че Иисус е бил разпънат на кръст и след като е страдал и умрял, е бил погребан, а на третия ден от смъртта си е възкръснал като победител на смъртта. Тази победа Иисус споделя с всички вярващи в Него, като опрощава греховете им и им дарява вечен живот. Вярва се още, че след възкресението си Иисус се е възнесъл на небето, където царува заедно с Бог Отец. Повечето деноминации учат, че Иисус ще се завърне, за да съди всички хора – живи и мъртви – и да даде вечен живот на своите последователи. Като въплътен Бог, Иисус е смятан за пример за добродетелен живот.
Критици на християнската религия посочват наличието на морално спорни твърдения в Библията, които са използвани за оправдаване на робството, колониализма, религиозната нетолерантност, унижаването на жените, оправдаване на насилието, оправдаване на хомофобията. Сред известните критици на християнската религия на морална и етическа основа са философи като Бертран Ръсел и Фридрих Ницше.

## Етимология на думата
Думата „християнство“ произлиза от древногръцката дума χριστιανός, което означава „последовател на Христос“, сиреч „християнин“. Самият корен на думата е Χριστός (Христос), което означава „помазан“. Помазването с елей е символичното признаване от Светия Дух. В гръцката Септуагинта тази дума е използвана, за да преведе еврейското מָשִׁיחַ (Месия), което означава „един, който е помазан“.

За първи път понятието християнин е използвано по отношение на Иисусовите последователи в град Антиохия в около 44 година сл. Хр. 
| „                                      | Цяла година те се събираха в църква и поучаваха доста народ; и първом в Антиохия учениците бидоха наречени християни. | “ |
| Нов Завет, Деяния на апостолите, 11:26 | |   |

Наименованието е било дадено от жителите на Антиохия на Иисусовите последователи, вероятно с цел присмех. В Новия завет учениците са били известни помежду си като „братя“, „верните“, „избраните“, „светиите“, „вярващите“. Най-ранната записана употреба на понятието „християнство“ (от древногръцката дума χριστιανισμός) е около 100 година сл. Хр. от Игнатий от Антиохия.

### Терминът на иврит
Тъй като припознаването на Месията като Иисус не е прието в юдаизма, терминът в Талмуда за християните на иврит е נוֹצְרִי, no-tsri – „назаряни“, първоначално произтичащ от факта, че Иисус идва от селището Назарет в Галилея.

### Терминът на арабски
В арабскоговорещите страни за християни най-често се използват две думи: نصراني, nasrani, и в мн. ч. نصارى, nasara, което произлиза от Назарет. от сирийски (арамейски); Masihi (مسيحي), което означава последователи на Месията.

## История

### Възникване и развитие до края на римското преследване през 313 г.
Християнството възниква в римската провинция Юдея (днес част от Израел, Йордания и Палестина) в средата на I век като секта в рамките на юдаизма, с който и днес споделя много от свещените си текстове – най-вече еврейската Библия, позната на християните като Стар завет. Християнството споделя общия си произход от юдаизма и с исляма, друга широко разпространена в света религия. Тези три религии понякога се включват в общата група на авраамическите религии.
С името „християнин“ (на гръцки: Χριστιανός) последователите на Христос започват да бъдат наричани от нееврейските жители на град Антиохия, а първото запазено писмено споменаване на термина „християнство“ (Χριστιανισμός) е в текст на Игнатий Богоносец от около 100 година. В книгите на Новия завет самите християни се наричат „братя“, „вярващи“, „избрани“, „светци“.
В началото на съществуването на християнската църква тя се оглавява от дванадесетте апостоли, а след това от първите епископи, смятани от християните за наследници на апостолите. Първоначално християнството се разпространява в Палестина, а след това и в Северна Африка, Мала Азия, Близкия изток и европейските земи на Римската империя – там главно с усилията на апостол Павел.
При своето възникване християните са подложени на преследване от представителите на ортодоксалния юдаизъм, които отхвърлят ученията на апостолите, а някои от раннохристиянските водачи, като Стефан Първомъченик и Яков Зеведеев, са убити. По-масови преследвания на християните започват от страна на римските власти, след като през 64 година те са обвинени от император Нерон за предизвикването на Големия пожар в Рим. Според християнската традиция, по това време са убити апостолите Петър и Павел. Преследванията продължават и през следващите десетилетия, като са особено интензивни при императорите Деций и Диоклециан, и са прекратени трайно едва с Медиоланския едикт на император Константин I от 313 година.
С времето християнството привлича и по-образовани последователи, които от средата на II век започват да пишат богословски и апологетични текстове, защитаващи тяхната религия. Сред тези първи теолози са Игнатий Богоносец, Поликарп Смирненски, Юстин Философ, Ириней Лионски, Тертулиан, Климент Александрийски и Ориген, някои от които по-късно са обявени за отци на Църквата.
След издаването на Медиоланския декрет, император Константин полага усилия за уеднаквяване на християнските учения, които са вече широкоприети в Империята. През 325 година е проведен Първият Никейски събор, който осъжда арианството и утвърждава Никео-цариградския символ на вярата. Никейският събор е последван от поредица други вселенски събори, които утвърждават формално основни елементи на теологичната доктрина, най-вече свързани с проблемите на христологията, което довежда до отделянето от православната църква на групи, несъгласни с мнението на мнозинството. На Ефеския събор от 431 година се обособява несторианството, а на Халкедонския събор от 451 година – монофизитството, към което остават лоялни по-голямата част от патриаршиите на Александрия, Йерусалим и Антиохия.

### Средновековие (5 – 15 в.)
С упадъка на Римската империя в Западна Европа, римският папа започва да се превръща в политическа фигура. Сред първите прояви на този процес са дипломатическите споразумения на папа Лъв I с хуните и вандалите. Църквата навлиза и в продължителен период на мисионерска дейност и разпространение на християнството сред различни народи – германски, келтски, славянски.
Около 500 година свети Бенедикт Нурсийски създава своя манастирски правилник, поставил основите на монашеството и манастирите в Западна Европа. Монашеското движение се превръща в значим фактор в цяла Европа и поставя началото на множество ранни книжовни центрове. На Запад са известни манастирските центрове в Ирландия, Шотландия и Галия, които изиграват важна роля за Каролингския ренесанс през IX век.
От VII век мюсюлманите завземат християнски територии в Близкия изток, Северна Африка и Пиренейския полуостров, което довежда до потискане на християнството и множество военни конфликти, сред които Кръстоносните походи, Реконкистата и войните срещу турците.
Средновековието довежда до големи промени в църквата на Запад. Папа Григорий I провежда коренна реформа на църковната администрация. В началото на VIII век иконоборството, подкрепяно от някои източни църкви и няколко последователни императори, се превръща в спорен въпрос, докато е осъдено от Втория Никейски събор през 787 година. В началото на X век западното монашеско движение получава нов тласък, стимулиран от реформите, започнали в големия бенедиктински манастир в Клюни.
През 1054 година Великата схизма довежда до най-голямото разделение на християнската църква – на западна (католическа) и източна (православна) част.
На запад през ХІ век някои стари катедрални училища започват да се превръщат в университети. Първоначално преподаващи богословие, с времето те включват в програмата си медицина, философия и право, превръщайки се в предшественици на днешните академични институции. Успоредно с разцвета на градовете в Западна Европа, там възникват просещите ордени, пренесли религиозния живот извън манастирите, в новата градска среда. Двата най-големи просещи ордена, Францисканския и Доминиканския, са основани съответно от свети Франциск и свети Доминик и изиграват важна роля в развитието на големите европейски университети. Друг нов орден е Цистерцианският, чийто големи изолирани манастири допринасят за усвояването на слабонаселени дотогава райони. През този период разцвет достига църковната архитектура с изграждането на големите романски и готически катедрали.

### Реформация и Контрареформация (1517 – 1648)
Ренесансът от XV в. възражда интереса към древното и класическото знание. Поредното значимо разцепление, Реформацията, се изразява в разделянето на западното християнство на няколко разклонения. Католическият монах от немски произход Мартин Лутер се обявява през 1517 г. против продажбата на индулгенции и скоро достига до отричането на редица ключови положения на римокатолическата доктрина. 
Други реформатори като Цвингли, Калвин, Нокс и Арминий също подлагат на критика римокатолическото учение.

### Християнството в първите две десетилетия на XXI век (2000 – 2020)
През XXI век около 100 милиона християни са изправени пред преследване, особено в мюсюлманските страни с господстващ ислямски фундаментализъм.

## Разпространение
Християнството е започнало като еврейска секта в средата на I век. Неговите корени се намират в региона на Близкия изток – съвременните територии на Израел и Палестина. То бързо се разпространило към Сирия, Месопотамия, Мала Азия и Египет. Християнството се разраснало по последователи и влияние само за няколко десетилетия и в края на IV век се превърнало в държавна религия на Римската империя, като изместило другите форми на религиозни практики под управлението на Рим. По време на Средновековието, по-голямата част от Европа също приела християнството. След Великите географски открития християнството се разпространило чрез мисионерска работа и колонизация към Северна Америка, Южна Америка, Австралия, Африка и останалата част на света.
В света трите най-големи групи на християнството са Римокатолическата църква, Източната православна църква и различните деноминации на протестантството.
В началото на XXI век християнството има приблизително 2.2 милиарда последователи. Християнството е една от най-големите световни религии. От всички християни 37,5% живеят в Северна Америка и Южна Америка, 25,7% живеят в Европа, 22,5% в Африка, 13,1% в Азия, 1,2% в Океания и 0,9% в Близкия изток. Християнството нараства бързо в Азия – особено в Китай и Южна Корея. То е изиграло съществена роля в оформянето на Западната цивилизация.

## Верски учения
Въпреки че съществуват много значителни разлики в тълкуването на Библията, която е основа на християнството, християните споделят определен брой учения и ги считат за основни за тяхната вяра. Православните християни наричат тези учения символи или изповеди на вярата; известни са още като верую.
Верските учения, известни и като кредо (от латински език „аз вярвам“), са кратки доктринални изявления, които първоначално са се използвали като кръщелни формули и по-късно са доразработени през епохата на христологичните дебати през IV и V век.
Много евангелски протестанти не приемат кредото, като категорично твърдение за вярата и дори отхвърлят част или цялата същност на едно такова верско учение. Баптистите са без кредо „в смисъл, че не целят да налагат един на друг ограничаващи изповедта на вярата авторитети". Други групи, отхвърлящи верските учения, са с корени в Ресторационизма – Християнска църква (Апостоли на Христос), Евангелската християнска църква в Канада и Църквите на Христос.
Едно от най-ранните писания, прието за кредо, е Апостолският символ на вярата, който се използва от редица християнски деноминации с цел богослужение и вероучение. Той е приет в западната традиция в литургията на Римокатолическата, Лутеранската, Англиканската църкви и Западната православна епархия. Използва се още от презвитериани, методисти и конгрешани.
„Апостолският символ“ на вярата се базира на старо Римско кредо. Тъй като в първоначалния му вид в него не били взети под внимание някои христологични въпроси, се наложило дефинирането им в по-късни периоди. „Апостолският символ“ не казвал нищо изрично за божествеността на Иисус или на Светия Дух. Това било удобно за арианите и унитарианци. Не били изяснени и редица други теологични въпроси, които се превърнали в обект на диспути векове по-късно.
В отговор на арианството възниква „Никео-Цариградският символ“ на вярата, формулиран на съборите в Никея и Константинопол през 325 и 381 година. Този символ е одобрен като общохристиянски на събора в Ефес през 431 година.
„Изконният символ“ не съдържа фразата „и Сина“, клаузата „филиокве“, относно изхождането на Светия Дух и от Сина (тази клауза не се приема от Източно-православната църква).
„Халкидонската изповед“ възниква в Халкидон (днешна Турция) през 451 година. и не се приема от ориенталските православни църкви, наречени до-халкидонски. В нея се говори за две природи на Христос – божествена и човешка. И двете природи са пълни и не се смесват, въпреки че са съчетани в една личност.
В западната църква Атанасиевата изповед има същия авторитет като никейската и халкидонската: „Покланяме се на един Бог в Триединство и Триединство в Единство, като нито сливаме лицата, нито разделяме естеството“.
Вижте Символ на вярата

### Десетте заповеди
Десетте заповеди са библейски принципи, които се отнасят за етиката и поклонението и имат основна роля в юдаизма и повечето форми на християнството. Десетте заповеди включват поръчението за поклонение единствено пред Бог, за спазването на библейската събота, включват забрана на идолопоклонството, богохулството, убийството, кражбата и изневярата. При различните групи християни има известни разлики в интерпретирането и номерирането на заповедите.

### Иисус Христос
Основното убеждение в християнството е вярата в Иисус като Божий Син и Месия (Христос). Наименованието „Месия“ произлиза от еврейската дума מָשִׁיחַ (машия), която означава „помазания“. Гръцкият превод на Месия е Χριστός и е първоизточникът на българската дума Христо̀с.
Християните вярват, че като Месия Иисус е помазан от Бог да бъде Спасител на човечеството. Поради това християните смятат, че с първото идване на Христос се изпълняват месианските пророчества от Стария завет. Християнското схващане за Месия се различава значително от съвременното такова в юдаизма. Основното християнско убеждение е, че чрез вярата и приемането на смъртта и възкресението на Иисус грешните хора могат да бъдат помирени с Бог. На тях е предложено спасение и обещание за вечен живот.
Макар че в първите години на християнската история е имало много диспути върху същността на Иисус, християните като цяло вярват, че Иисус е Бог в плът – едновременно „истински Бог и истински човек“ (напълно божествен и напълно човек). Иисус става напълно човек във всяко отношение. Той преминава през болките и изкушенията на смъртен човек, но не съгрешава. Бидейки напълно Бог, Той побеждава смъртта и се връща към живота при Възкресението. Според Библията, след като Иисус възкръснал от мъртвите, Той се е понесъл към небето, където е седнал отдясно на Бога и ще се завърне окончателно, за да изпълни останалата част от месианските пророчества – възкресението на мъртвите, последния съд и установяването на Божието царство.
Според Евангелията на Матей и Лука, Иисус е бил заченат от Светия Дух и се е родил във Витлеем от девицата Мария. За детството на Иисус се споменава малко в каноничните евангелия (Матей, Марко, Лука и Йоан). В тях е описана най-вече неговата зряла възраст и особено последната седмица преди смъртта Му (наречена Страстна седмица). Библейското повествование на Иисусовото служене сред хората започва с кръщението му от Йоан Кръстител и изброява чудеса, които върши: на сватбата в Кана Галилейска превръща водата във вино, изгонва бесове от обсебени и изцелява болни. Наред с описанието на извършените от Него множество дела се привеждат и неговите поучения (напр. проповед на планината); разказва се и за избирането на дванадесетте апостоли.

### Триединството
Триединството е понятие, което се отнася за учението, че съществува един Бог, включващ в Себе Си три отделно, вечно съществуващи личности („ипостаси“): Отец, Син (въплътен в Иисус Христос) и Светия Дух. Заедно тези три личности понякога биват наричани Божеството.
Триединството е съществена доктрина на масовото християнство. „Отец, Син и Свети Дух“ представят едновременно иманентността и трансцендентността на Бога. Вярва се, че Бог е безкраен и че Божието присъствие може да се възприеме чрез действията на Иисус Христос и Светия Дух. Според тази доктрина Бог не може да се раздели в смисъл, че всяка личност представлява една трета от цялото; докато в същото време всяка личност бива считана за напълно Бог. Трите личности са всяка вечни и всесилни.
Думата „триас“, от която произлиза „троица“, за първи път се появява в писанията на Теофил от Антиохия. Той пише за „Триединството на Бог (Отец), Неговото Слово (Син) и Неговата мъдрост (Светият Дух)“. Възможно е понятието да е било използвано и преди това време. След това то се появява в писанията на Тертулий. През следващия век думата се използва по-често.

#### Триединството в католическата и православна вяра
Според доктрината и трите лица (ипостаси) имат еднакво и единно Божествено естество. Това естество не е разделимо, а по-скоро всяко лице притежава това естество. Различията са по произход (не във времеви смисъл) и взаимоотношенията между лицата – Отец е нероден, Сина е вечно раждан от Отца, Духа е вечно произхождащ от Отца и вечно изхождащ от Отца и от Сина. Самото свойство на Божието съществувание е да съществува като Света Троица.
„Роден“ не се отнася за раждането на Иисус от Мария, но за вечно и божествено „раждане“ преди сътворението. Бог-Син е съществувал вечно преди да приеме човешки вид или да се въплъти. При спора с арианите ортодоксалната формулировка е гласяла, че „не е съществувало време, когато Синът да не е съществувал.“
Основа на християнската вяра е поселението на Св. Дух в душата на човека, вследствие на което оттам биват изгонени страстите и грешните наклонности и човек става т.нар. новообожествен, богосвързан. От момента на приемането на Св. Дух, човек заживява нов живот като член на Църквата, или иначе казано – Невестата Христова. Той отдава целия си живот в ръцете на Бога, като признава себе си за паднал, слаб и нуждаещ се от Божията подкрепа за всяко свое действие.

#### Триединството в протестантството
Повечето протестантски групи, които подкрепят учението за Триединството, включват the Filioque clause. Въпреки това въпросът обикновено не е полемичен сред тях, тъй като тяхната концепция често е формулирана по-кратко. Клаузата често се разбира от протестантите като: Духът е изпратен от Отец чрез Сина. Това е концепция, която не противоречи нито на католицизма, нито на източното православие. Въпреки това е трудно е да се направи обобщение на протестантската теология за триединството поради разнообразната и нецентрализирана природа на различните протестантски църкви.
Адвентните схващанияКакто повечето протестанти, Адвентистите от седмия ден подкрепят една по-обща дефиниция за Триединството. Тя гласи следното: „Има един Бог – Отец, Син и Свети Дух – единство от три съвечни личности. Бог е безсмъртен, всемогъщ, всезнаещ, стоящ над всичко и винаги присъстващ. Той е безкраен и извън човешкото разбиране, но все пак познат чрез откровението на Себе Си. Навеки е достоен за поклонение, обожание и служене от цялото творение. Бог, вечният Отец, е Творецът, Източникът, Вседържителят и Суверенът на цялото творение. Той е справедлив и свят, милостив и пълен с благодат, бавен на гняв и изобилстващ с постоянна любов и вярност. Качествата и силите, изявени в Сина и в Светия Дух са също откровения на Отец“.
"Вечният Бог-Син е въплътен в Иисус Христос. Чрез Него са сътворени всички неща, чрез Него е изявен Божият характер, спасението на човечеството е осъществено чрез Него и светът ще бъде съден чрез Него. Вечният и истински Бог става и истински човек – Иисус Христос. Той е заченат от Светия Дух и е роден от девицата Мария. Живял е и е изпитал изкушения като човешко същество, но е дал идеален пример за Божията правда и любов. Той е изявил Божията сила чрез чудесата, които е извършил, и е утвърден като Божия избран Месия. Доброволно е страдал и е умрял на кръста за нашите грехове и вместо нас. Възкресен е от мъртвите и е издигнат за свещеник в небесното светилище, за да служи за нас. Той ще дойде отново в слава за окончателното избавление на Своя народ и за възстановяването на всички неща".
"Бог-вечният Дух е действал с Отец и Сина при сътворението, въплъщението и изкуплението. Той е вдъхновявал писателите на Писанията. Изпълвал е живота на Христос със сила. Изпитвал е и е осъждал човешките същества, подновявал е и е преобразявал по Божие подобие онези, които откликват. Изпратен от Отец и Сина, за да бъде винаги със Своите деца, Той дава духовни дарби на църквата, дава и сила за свидетелстване за Христос и в хармония с Писанията води църквата към истината".
Разликата между общоприетите от християнството схващания за Триединството и тези, които адвентистите от седмия ден покрепят, се състои основно в отношенията между трите личности. Адвентистите вярват, че тъй като и трите личности са вечни, не е възможно една от тях да е дала началото на друга. Поради тази причина Иисус не е възможно да е бил заченат от Отец, нито Светият Дух да произлиза от Сина или Отец, тъй като и Тримата съществуват от вечността. Според някои християнски философии Светият Дух постоянно произтича от Отец, като по този начин Той бива представен за по-нисш от Него. Адвентистите разбират израза в Йоан. 15:26: „Духът на истината, Който изхожда от Отца“, че Отец и Синът постоянно изпращат Светия Дух. Тези думи обясняват отношенията между трите вечни личности на Триединството.

#### Нетринитарни схващания
Нетринитаризмът се отнася за верски системи, които отхвърлят доктрината за Триединството. Те са малки групи от християни. Различните нетринитаристични възгледи (като адопционизма или модализма) са съществували в ранното християнство, като са водели до диспути за христологията. Нетринитаризмът се появява отново по-късно в гностицизма от XI до XIII век, в Ерата на просвещението от XVIII век и в някои групи, появили се по време на Второто велико пробуждане на XIX век.

### Спасението
Повечето християни вярват, че спасението от греха и смъртта е достъпно чрез вяра в Иисус Христос поради неговата изкупителна жертва на кръста, където той е „платил“ за нашите грехове. Старозаветната служба в светилището е била символ на изкуплението за човечеството, осъществено чрез саможертвата на Господ Иисус. Както агнета без недостатък са били принасяни поради греха на човеците, така Иисус се е пожертвал за хората, макар че самият Той е бил без грях. След възкресението си Христос застава „отдясно на Бога“ и извършва т.нар. посредническа служба. Както свещениците в старозаветното светилище са принасяли благоуханен тамян на Бог, така сега Иисус изпълнява застъпническа служба за хората и представя техните молитви пред Отец.
Иисус е наречен в библейската книга „Евреи“ вторият Адам. Както Адам съгреши и грехът навлиза на земята, така Иисус е бил единственият човек без грях, Който е можел да спаси човечеството чрез изкупителната жертва. Библията казва, че заплатата на греха е смърт и вместо човекът да понесе вечната смърт, сам Бог умря за него.
Библията говори, че „Бог не гледа на лице“ и че спасението е валидно за всички хора. Това обяснява и апостол Павел в новозаветните книги – Божият народ не е избран по външни белези и родство. Той е духовен народ, който приема Божията жертва и живее според принципите на небето.
Самият процес на осъществяване на спасението бива разбиран по различни начини. Обикновено той се свързва с изповед на греховете и заличаването им чрез приемане жертвата на Иисус (оправдание).
Някои протестанти, като адвентистите от седмия ден, считат, че спасението е процес за цял един живот и окончателно ще завърши при Второто пришествие на Иисус. Те смятат още, че изповедта на греховете трябва да се извършва единствено пред Бог, че оправданието на греховете е единствено чрез вяра и че съществена роля в спасението има процесът на освещение (възстановяване на Божия образ в човека).

#### Сотириология
Клонът на християнското богословие, който се занимава със спасението и изкуплението, се нарича сотириология. Думата произхожда от гръцката дума „sōtērion“ („спасение“) и „sōtēr“ („спасител“, „изкупител“) + наставката „-логия“.
Приложена към християнското богословие, сотириологията изследва ролята на Иисус Христос като спасител и изкупител. Тя често се концентрира върху изкуплението и опрощението, но също изследва и природата на Божиите спасителни действия спрямо човешките същества. Изследването на християнската сотириология може дори да включва бъдещето на творението в аспекта на мисълта за спасение като запазване и освобождаване.
Съществуват разнообразни гледни точки по въпросите на сотириологията сред основните групи християнски деноминации – едновременно между римокатолиците и протестантите и от друга страна в самото протестантство. От значение е да се отбележи дебатът между Калвинисти и Арминианисти, при който се коментират дефиниции за греховност, предопределеност и изкупление, но най-вече за оправдание.
За пълното разбиране на спасението е необходимо да се изследва връзката между Божията благодат и човешката воля.
Като част от спасението ролята на Божията благодат, която действа в човешкия живот и собствената воля и избор се разбират по различен начин от различните верски общности. Католицизмът и източното православие учат на необходимостта от взаимно сътрудничество между свободната воля на човека и благодатта на Бога. Реформаторът Жан Калвин, който е вярвал в предопределеността, е говорил, че спасението не зависи толкова от собствения избор, колкото от предварително заложения план за живота на една личност. Протестантските църкви, следващи логиката на арминианизма смятат, че Божията благодат е единственият начин за спасение. Те смятат, че човешката воля се ограничава до решението за приемане или отхвърляне на спасението. Според арминианизма спасението може да бъде загубено, ако липсва трайна вяра.
Следващата таблица обобщава класическите възгледи на три различни протестантски убеждения за спасението.
| Тема                    | Калвинизъм | Лутеранство                                                                     | Арминианизъм |
| Човешка воля            | Пълна предопределеност постоянно, без свободна воля поради божествен суверенитет                                         | Пълна предопределеност без свободна воля до духовно възстановяване              | Греховността не е по-силна от свободната воля                                                                             |
| Избор                   | Безусловното предопределение за спасение на избраните и предопределение за осъждение на другите (двойно предопределение) | Независима предопределеност за спасение за избраните                            | Условно спасение, зависещо от избора, при което има предвидена вярност и невярност                                        |
| Оправдание              | Оправданието е ограничено до онези, които са предопределени да се спасят и завършва с Христовата смърт                   | Оправданието на всички хора завършва с Христовата смърт                         | Оправданието е възможно за всички чрез Христовата смърт, но може да бъде завършено единствено чрез избора на вяра в Иисус |
| Обръщане към вярата     | Напълно зависи от Бог и се извършва чрез вътрешния повик на Светия Дух; не е възможно да се противостои                  | Напълно зависи от Бог чрез средства на благодатта; възможно е да се противостои | Синергийно, възможно е да се противостои поради всеобщата благодат на свободната воля                                     |
| Запазване и отстъпление | Запазването на светиите: избраните за вечността в Христос задължително ще бъдат запазени във вярата                      | Отпадането е възможно, но Бог дава уверение в опазването на вярващите           | Запазването зависи от постоянната вяра в Христос; има възможност за окончателно отстъпничество                            |

### Писанието
Свещената книга на християните, от която се извличат моралните и философските положения на вярата, е известна като Библия. Названието си води от гръцката дума за книга в множествено число: τὰ βιβλία, буквално „Книгите“.
Християнството почита канона на Библията (Стария и Новия завет) като вдъхновено от Бога слово. Библията е написана от хора, вдъхновени от Светия Дух, и поради това се смята за непогрешимо Божие слово. В протестантската мисъл се вярва, че Св. Писание съдържа цялата истина, необходима за спасение на човека (Вижте протестантство – Sola scriptura).
Книгите на Библията, които биват считани за вдъхновени, се различават в юдаизма, римокатолицизма, православието и протестантството. Поради тази причина различните вери определят канона по различен начин, макар да има значително припокриване. Тези разлики са отражение на редица традиции и съвети, които са били проведени по въпроса. Всяка версия на Библията включва книгите на Танах, по-известен сред християните като Стария завет. Някои от книгите на Танах са разделени на няколко книги в християнския канон. Римокатолицизмът и източното православие включват към канона, като допълнение към Стария завет, и второканоничните книги от гръцкия превод на Танах – Септуагинтата. Тези допълнителни книги се считат за апокрифни от протестантските църкви (според които те не трябва да служат за основа на вярата). Някои версии на Библията включват допълнително секция с апокрифна литература между Стария и Новия завет. Новият завет, написан оригинално на койне гръцки език, съдържа 27 книги. Всички църкви са в съгласие за неговото съдържание.
Други традиции поддържат и други канони. Етиопската православна теуахедо църква поддържа два канона – тесен (който е по-обхватен от Библията) и широк, който има още повече книги. Църквата на Иисус Христос на светиите от последните дни (понякога позната като Мормонска Църква) поддържа в своя канон още три извънбиблейски книги, които се считат от тях за боговдъхновено слово: Книгата на Мормон, Учения и завети и Скъпоценният Бисер. Гностиците са използвали голямо количество книги извън ортодоксалния канон една от които е най-известна като евангелието според Тома.
Въпреки че християните са почти напълно съгласни за съдържанието на Библията, такъв консенсус не съществува по отношение на нейното тълкувание (иначе казано – екзагезис).

#### Католическо и православно тълкуване
В древността се зараждат две обяснителни школи – александрийска и антиохийска. Представител на александрийската школа е Ориген, който давал на Писанието предимно алегорично значение. Антиохийската школа държала на буквалното тълкувание и държала на тезата, че други значения могат да се открият само ако е известно преди това буквалното значение.
Римокатолическото богословие прави разлика между два вида значение на текста: буквално и духовно, последното от което се дели на алегорично, морално и анагогично. Буквално е значението, предадено чрез думите в Писанието и открито чрез методите на екзегезата по правилата на разумно тълкувание. Алегоричното значение включва типология (като например виждането на прекосяването на Червено море като тип или символ на кръщението). Моралното значение съдържа етическо учение. Анагогичното значение съдържа есхатологично учение, имащо значение за вечността и свършека на света. Католическото богословие добавя и други правила за тълкувание, които включват: предписание, че всички други значения на Писанието се основават на буквалното значение, че трябва винаги да се поддържа историчността на Евангелието, че Писанието трябва да се чете като се има предвид живата традиция в самата църква и последно, че задачата за тълкувание е предадена на епископите, които са в общение с наследника на апостол Петър в Рим – папата.
В православната традиция Свещеното Писание е част от самата традиция и то се тълкува и разглежда през призмата на източните църковни отци, решенията на първите 7 вселенски събори и църковното предание. Както и при римокатолицизма, Църквата е отговорна да даде правилното тълкувание на Писанието въз основа на Преданието с тази разлика, че никой епископ не би могъл да се произнесе по истините на вярата без решение на Вселенски събор.

#### Протестантско тълкуване
Яснотата на ПисаниетоХристияните протестанти вярват, че Библията е самодостатъчно откровение, окончателният авторитет по всички християнски доктрини и че тя разкрива всички истини, необходими за спасение. Тази концепция е известна като sola scriptura.
Първоначално вложеното значение на ПисаниетоМного протестанти наблягат върху буквалното значение или историко-граматическия метод дори дотам, че да отхвърлят всички други знания. Историко-граматическият метод или граматико-историческият метод е опит на библейската херменевтика да открие първоначално заложеното значение в текста. Това първоначално заложено значение на текста бива извлечено чрез изследване на целия пасаж в светлината на граматическите и синтактични аспекти, историческия контекст, литературния жанр както и теологичните (канонични) разбирания. Историко-граматичният метод различава първоначалното значение и конкретното значение на текста. Конкретното значение на текста включва произтичащата употреба на текста или приложението. Първоначалният пасаж бива разглеждан като съдържащ само едно значение. Милтън Тери казва: „Основен принцип в граматик-историческата експозиция е, че думите и изреченията могат да имат само едно значение в един и същи контекст. В момента, в който ние отхвърлям този принцип, ние попадаме в море от несигурност и предположение“. Технически погледнато, граматично-историческият метод на тълкуване се различава от определянето на значението на пасажа в светлината на дадено тълкувание. Тези принципи дефинират понятието библейска херменевтика. Някои протестантски тълкуватели използват и метода на типология при тълкуването на Библията.
Мартин Лутер говори за едно точно и обикновено (несложно) разбиране на Писанието. Протестантите вярват, че обикновеният вярващ може да достигне и сам до адекватно разбиране на Писанието, защото самото то е достатъчно ясно и вярващият има на разположение и Светия Дух. Мартин Лутер счита, че без подкрепата на Светия Дух Писанието би останало неразбрано в тъмнина. Жан Калвин пише, че всички, дори да не се обърнат и към Светия Дух за помощ, ще намерят в Писанието светлина. Втората хелветска изповед на вярата казва: „Ние се придържаме към това, че тълкуванието на Писанието е ортодоксално и истинско, когато е получено от сравнение и със самите Писания" (от естеството на използвания език, обстоятелствата на тяхното написване и разтълкувани въз основа на по-ясни пасажи). Писанията на църковните отци и решенията на вселенските събори не се считат за боговдъхновени в смисъла, в който е боговдъхновено Писанието и биха могли да бъдат отхвърлени – въпреки че са ценни за богословието.

## Религиозни практики

### Тайнства
В християнството са познати седем тайнства:
1. кръщение
2. миропомазване
3. покаяние (изповед)
4. причащение (евхаристия)
5. венчание (брак)
6. свещенство (хиротония)
7. елеосвещение (маслосвет)

Лутераните признават само кръщението и причастието; англиканците – кръщение, причастие и брак.
Адвентистите от седмия ден признават всички тези религиозни практики с изключение на миропомазване и свещенство. При тях повечето обаче са известни под други наименования или имат различно изпълнение от традиционното за римокатолицизма и православието. Кръщението се извършва чрез пълно потапяне във воден басейн. Покаянието се счита за опитност, която се извършва единствено пред Бог. Евхаристията, както и при други протестантски деноминации, е известна като Господня вечеря. Елеосвещението се нарича помазване за оздравяване.

### Символи на християнството
Забележка! Символите на християнството да не се бъркат със Символа на вярата, който представлява словесно оповестяване на вярата.
В ранните времена на християнството разпространени символи са били този на рибата и агнеца. В днешно време най-разпространеният символ на християнството е кръстът, който символизира страданието и саможертвата на Христос.

## Основни направления в християнството
Днес съществува многообразие от вярвания (доктрини, учения) сред различни групи, които наричат себе си „християни“. Понякога тези групи се означават с понятието християнски деноминации (най-често на запад, изповедания или конфесии на изток) – въпреки че много групи отхвърлят това понятие по богословски съображения. Друг начин за определянето им е въз основа на различните традиции, с които се представят основните исторически прилики. Християнството би могло да се раздели на три основни направления и няколко по-малки направления.

### Нехалкедонски, или още Древноизточни църкви
Нехалкедонските църкви са наследници на древни течения, отделили се от Апостолската църква, създадена от светите апостоли Петър и Павел. Те се наричат така, защото не се подчиняват на решенията на Четвъртия вселенски събор, наречен Халкедонски, от 451 г. след Христа. Разпространени са в Близкия Изток и Северна Африка. От своя страна нехалкедонските църкви се делят на монофизитски и несториански.

#### Арменска апостолическа църква
Бива наричана и Арменска православна църква или Грегорианска църква.

### Римокатолицизъм
Римокатолическата църква се отделя (1054 г.) от съществуващата до разкола Апостолска църква, със средище град Рим, а останалите християни приемат за свое средище Константинопол. Едно от основните несъгласия с Източноправославната църква е осмата точка от Никео-цариградския символ на вярата, в който римокатолиците добавят, че Светият Дух изхожда освен от Бог Отец, и от Господа Син Божи.
Римокатолическата църква също се възприема като „едната, света, съборна/вселенска/католическа и апостолска Църква“.
В състава на Римокатолическата църква влизат Латинската църква (1 на брой) (Западна Европа, Америките), която следва латинския обред, и Източнокатолическите църкви (23 на брой), които признават върховенството на римския епископ, но използват някои от източните обреди. Следователно всичките sui iuris („със свое право“) са 24 на брой. Специална подгрупа са старокатолиците – католици, откъснали се от римския епископ поради доктринални несъгласия. Днес последователите римокатолици са повече от 1 млрд. по света.

### Източно православие
Източното православие счита себе си за автентичната Църква, която Иисус Христос е основал заедно със своите благовестници. Както е каноническият израз, тя е „едната, света, вселенска/съборна/католическа и апостолска Църква“. И тъй като Църквата, която се оглавява от римския епископ, също е католическа (носител е на този един от четирите белега, определени за пръв път на Втория вселенски събор от 381 г. след Христа), за отлика тя се нарича Римокатолическа църква. За да бъде една църква католическа, трябва да се счита, че нейното послание е отправено към всекиго без изключение, тоест – да бъде всеобща и всеобхватна, което е и значението на гръцката дума καθολικός. Каква е Църквата, чиито последователи са нейните миряни, се засвидетелства в символа на вярата.

### Протестантство
Със сборното понятие протестантство се наричат течения в християнството, отделили се от римокатолицизма от края на Средновековието насам. Възможно е между самите протестантски течения да съществуват противоречия. Междинно положение заема англиканството. Едно от основните протестантски течения е лутеранството, което е развито от немския черноризец Мартин Лутер. Особеното за всички протестантски църкви е децентрализацията при тяхното управление. Те съставляват и втората по численост християнска общност в световен мащаб след тази на римокатолиците.

#### Англиканство
След като английският крал Хенри VIII влиза в спор с римския епископ Климент VII, той нарушава правилото за непогрешимостта на римския папа и поема управлението на английската църква. Правно отделянето става на 16 януари 1581 г.

### Възстановително движение
Църквите, които попадат тук, се раждат като реакция спрямо протестантството и в този смисъл не принадлежат на онова протестантство, което от своя страна е реакционно спрямо римокатолицизма. Като такива могат да бъдат определени: Ученици на Христос, новоевангелисти, йеховисти, последователи на Църква на Иисус Христос на светиите от последните дни и др.
Реставрационистите, които са исторически свързани с Протестантската реформация, не се описват като църкви, които реформират друга християнска църква, която съществува от времето на Иисус, а като обновяващи църквата, която (според тях) се е изгубила в определено историческо време. Реставрационистите включват вероизповеданието Църкви на Христос (с 2,6 милиона членове), Последователи на Христос (с 800 000 членове), Църквата на Иисус Христос на светиите от последните дни, често наричани още мормони (13 милиона членове) и Свидетелите на Йехова (с 6,6 милиона членове). Въпреки че реставрационистите имат някои основни прилики, често техните доктрини се отличават значително една от друга.
Горните направления не са без изключения. Някои протестанти определят себе си просто като християни или новородени християни. Те стоят надалеч от изповеданията на много от протестантските общности, възникнали по време на Реформацията, като назовават себе си „не-доминационни“. Често такива общности са основани от единични пастори и имат слаба връзка с историческите вероизповедания (баптисти, методисти, англикани и др.) Някои англикани биха се изненадали ако ги наречете протестанти; те настояват да бъдат възприемани като католици под името „англокатолици“. И последно – няколко малки общества наричат себе си подобно на Римокатолическата църква – като например старокатолиците, които обаче не се намират в общение с Рим.

### Нетринитарни учения
Тъй като някои групи изповядват учения, различни от онези, които повечето групи считат за основни в християнството, повечето основни християнски групи ги считат за еретични и дори не-християнски. Това най-вече важи за нетринитарните групи.
1. Толстоизъм – следва учението на човека Христос за поведението на човека на земята, обосновано от отношението му към Разума и Съвестта, които са връзката му с Бога.

### Християнски ереси
За християнски ереси са обявени богомилството, павликянството, манихейството, монофизитството и други.

#### Богомилство
Богомилите са идейни последователи на учението на български свещеник, живял по време на царуването на цар Петър I (927 – 969), известен като поп Богомил. Първите сведения за появата на богомилството говорят за враждебното отношение на Цариградската патриаршия към него и за окачествяването му като вредна за интересите на църквата и държавата манихейска ерес, примесена с павликянство.